# زانیکا
زانیکا (به ایتالیایی: Zanica) یک کومونه در ایتالیا است که در استان برگامو واقع شده‌است.

## خصوصیات
زانیکا ۱۴٫۷ کیلومترمربع مساحت و ۷٬۲۸۴ نفر جمعیت دارد و ۲۰۸ متر بالاتر از سطح دریا واقع شده‌است.